# Mahmoud El Khatib
Mahmoud El Khatib ( árabe : محمود الخطيب ; nascido em 30 de outubro de 1954), popularmente apelidado de Bibo ( árabe : بيبو ), é um ex-futebolista egípcio e atual presidente do Al Ahly. Ele é amplamente considerado um dos melhores jogadores da história do futebol africano.

## História
Herói de um clube, Mahmoud El Khatib passou toda a sua carreira como jogador no gigante do Cairo, Al Ahly, e é visto por muitos como o melhor jogador que o Egito já produziu. Incluiu vários destaques, entre eles o prêmio de melhor jogador Africano do Ano de 1983.

## Títulos
Seleção Egípcia
- Copa das Nações Africanas : 1986

Al Ahly
- Liga dos Campeões da CAF : 1982, 1987
- Recopa Africana : 1984, 1985, 1986
- Premier League egípcia : 1974–75, 1975–76, 1976–77, 1978–79, 1979–80, 1980–81, 1981–82, 1984–85, 1985–86, 1986–87
- Copa do Egito : 1978, 1981, 1983, 1984, 1985

## Individual
- Futebolista Africano do Ano em 1983
- Time dos sonhos da Copa das Nações da África em 1980
- Em 2007, "Bibo" foi eleito o segundo melhor jogador de futebol africano dos últimos 50 anos pela Confederação Africana de Futebol.
- Marcou 109 gols pelo El Ahly no campeonato egípcio.
- Melhor artilheiro da Liga Egípcia duas vezes (1977/78 e 1980/81)
- Melhor artilheiro da Liga dos Campeões da CAF cinco vezes (1977, 1981, 1982, 1983 e 1987)
- Eleito o segundo melhor jogador de futebol africano dos últimos 50 anos pela Confederação Africana de Futebol.
- O único egípcio a ganhar a Chuteira de Ouro
- Levou o Egito às Olimpíadas em 1980 e 1984
- marcar 37 gols em 49 partidas em competições  africanas de clubes